# Spoorlijn Morcenx - Saint-Julien-en-Born
De spoorlijn Morcenx - Saint-Julien-en-Born was een spoorlijn van Morcenx naar Saint-Julien-en-Born in het Franse departement Landes. De lijn was 28,6 km lang.

## Geschiedenis
Het eerste gedeelte van de lijn, tussen Morcenx en Mézos werd geopend door de Societé des chemins de fer d'intérêt local du département des Landes op 21 juli 1889. In 1906 ging de concessie over naar de Société des chemins de fer du Born et du Marensin, deze maatschappij opende de lijn tot Saint-Julien-en-Born op 15 augustus 1909.
Personenvervoer werd definitief opgeheven op 31 december 1949, goederenvervoer was er tot 1 juli 1969.

## Aansluitingen
In de volgende plaatsen is of was er een aansluiting op de volgende spoorlijnen:
Morcenx
RFN 652 000, spoorlijn tussen Morcenx en Bagnères-de-Bigorre
RFN 655 000, spoorlijn tussen Bordeaux-Saint-Jean en en Irun
Sindères
lijn tussen Sindères en Lit-et-Mixe